# Witalij Mykołenko
Witalij Serhijowycz Mykołenko, ukr. Віталій Сергійович Миколенко (ur. 29 maja 1999 w Czerkasach) – ukraiński piłkarz, grający na pozycji obrońcy w angielskim klubie Everton oraz w reprezentacji Ukrainy. Uczestnik Mistrzostw Europy 2020 oraz 2024.

## Kariera piłkarska

### Kariera klubowa
Wychowanek Szkoły Piłkarskiej Dynamo Kijów, barwy którego bronił w juniorskich mistrzostwach Ukrainy (DJuFL). 29 maja 2016 roku rozpoczął karierę piłkarską w drużynie Dynamo U-19, potem grał w młodzieżowej drużynie. 20 sierpnia 2017 debiutował w składzie pierwszej drużyny w meczu ze Stalą Kamieńskie.

### Kariera reprezentacyjna
W 2016 występował w juniorskiej reprezentacji Ukrainy U-17. Również debiutował w reprezentacji U-19. W listopadzie 2018 został powołany do dorosłej reprezentacji Ukrainy, w której zadebiutował 20 listopada 2018 roku w zremisowanym 0:0 meczu towarzyskim z Turcją.

## Sukcesy i odznaczenia

### Sukcesy klubowe

#### Dynamo Kijów
- wicemistrz Ukrainy: 2017/18
- finalista Pucharu Ukrainy: 2017/18
- zdobywca Superpucharu Ukrainy: 2018